# Отцовский род
Отцовский род — патрилинейный род.
Отцовский род представляет собой экзогамный коллектив кровных родственников по линии отца. Этот коллектив отличает осознание своей общности, что отражается в родовых названиях, вере в свою родословную от одного предка. Чаще всего отцовский род имеет место в эпоху разложения первобытнообщинных отношений. Однако его ранние формы наблюдаются в самых отсталых обществах, известных этнографам и сегодня. Это ряд аборигенов Австралии, индейцев Америки и пр.
Отмечается, что поздние пережиточные формы отцовского рода наблюдаются длительный промежуток времени в классовом обществе. У ряда народов при этом отцовский род приобретает черты  эндогамного. К таким народам относятся арабы, часть  банту и другие.
В советской науке было распространено мнение, согласно которому родовое общество в своём развитии поочередно проходит через два этапа — период материнского и период отцовского рода. Считалось, что в материнском роде производственные отношения людей, как правило, совпадали с отношениями между кровными родственниками. По мере развития производительных сил происходит переход к новому периоду родового строя — этапу отцовского рода. У многих народов такой переход сопровождался распространением пастушеского скотоводства, металлургии и плужного земледелия. Большая патриархальная семья превращается в экономическую ячейку общества.